# Erika

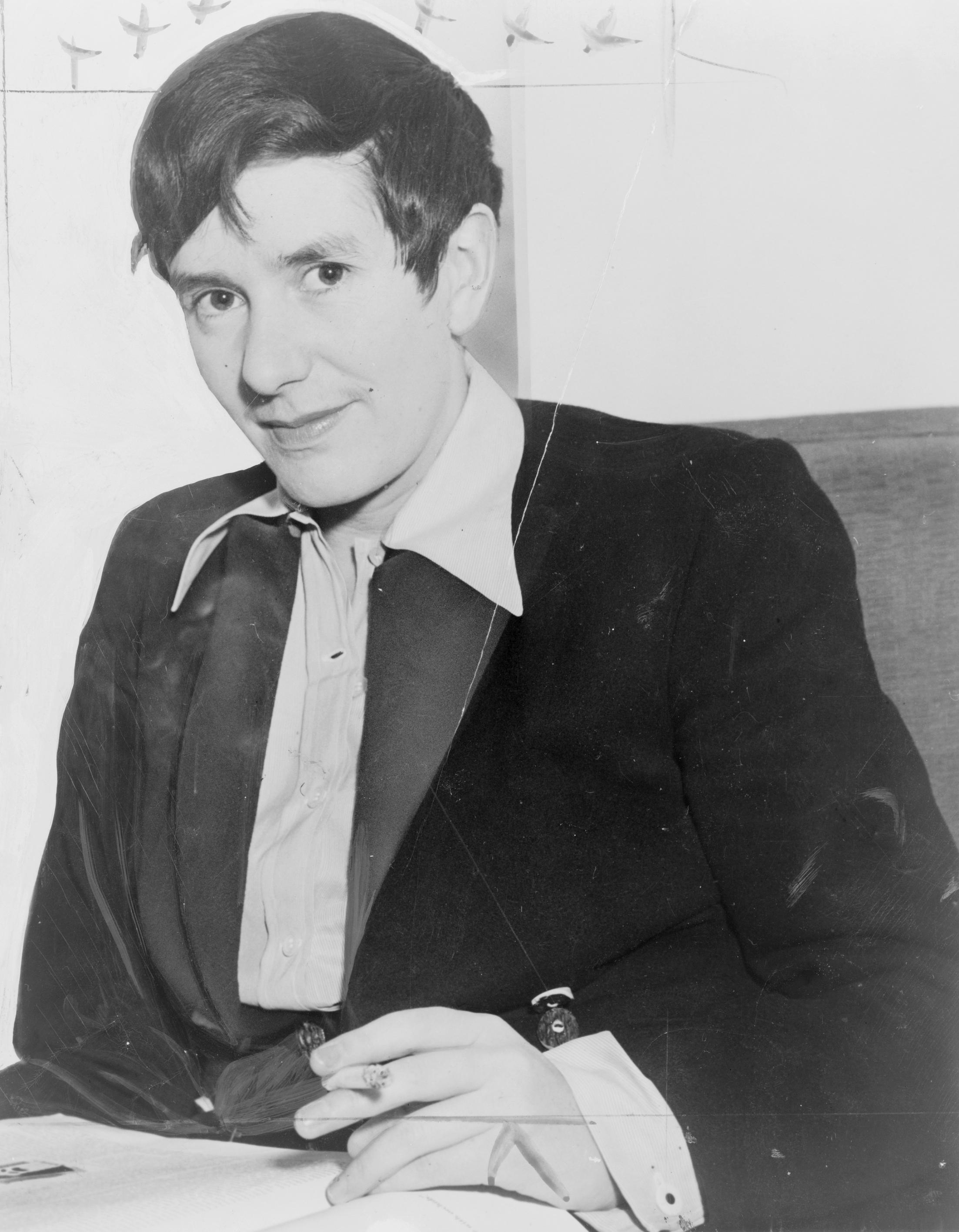
Erika Mann

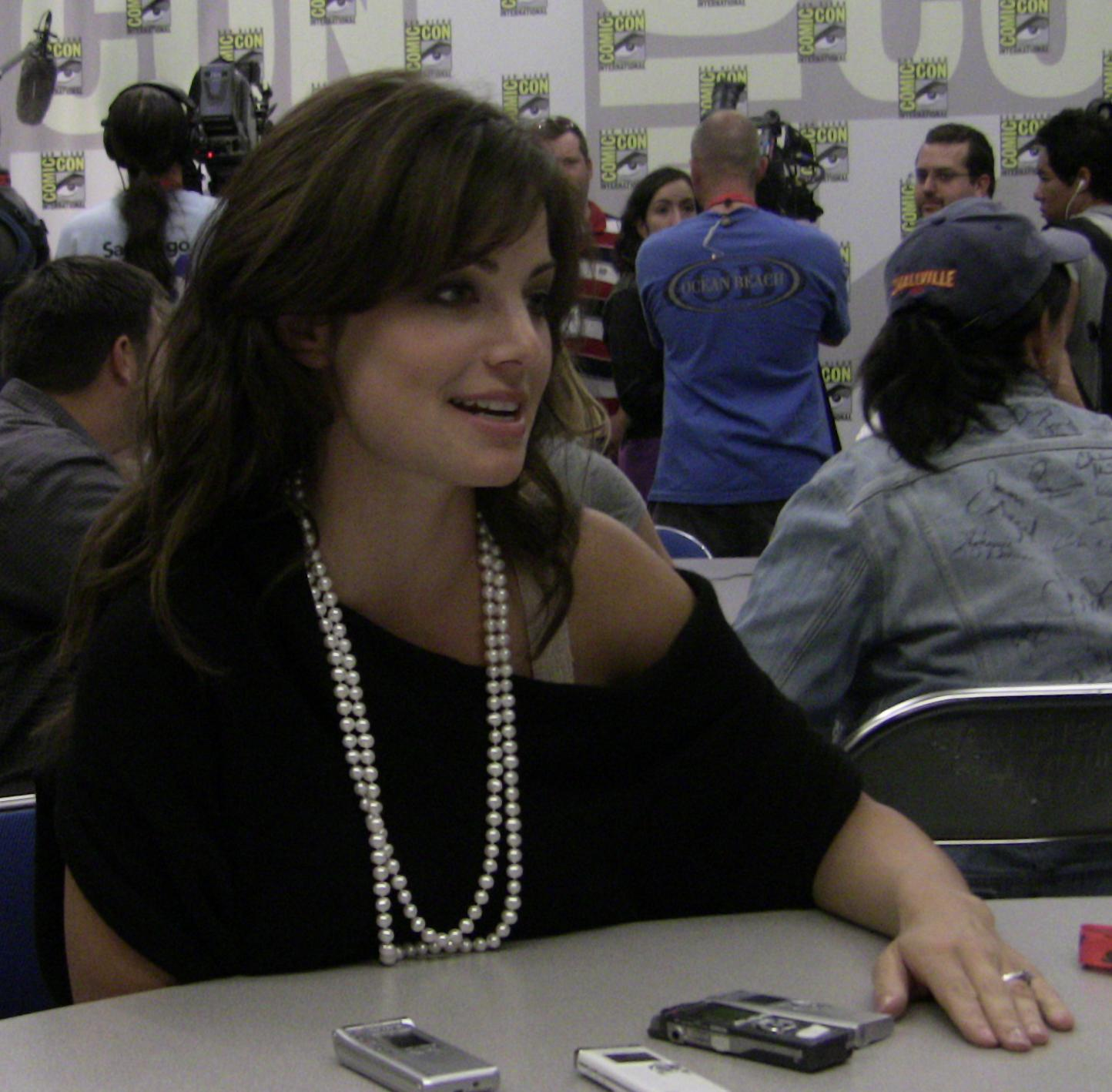
Erica Durance

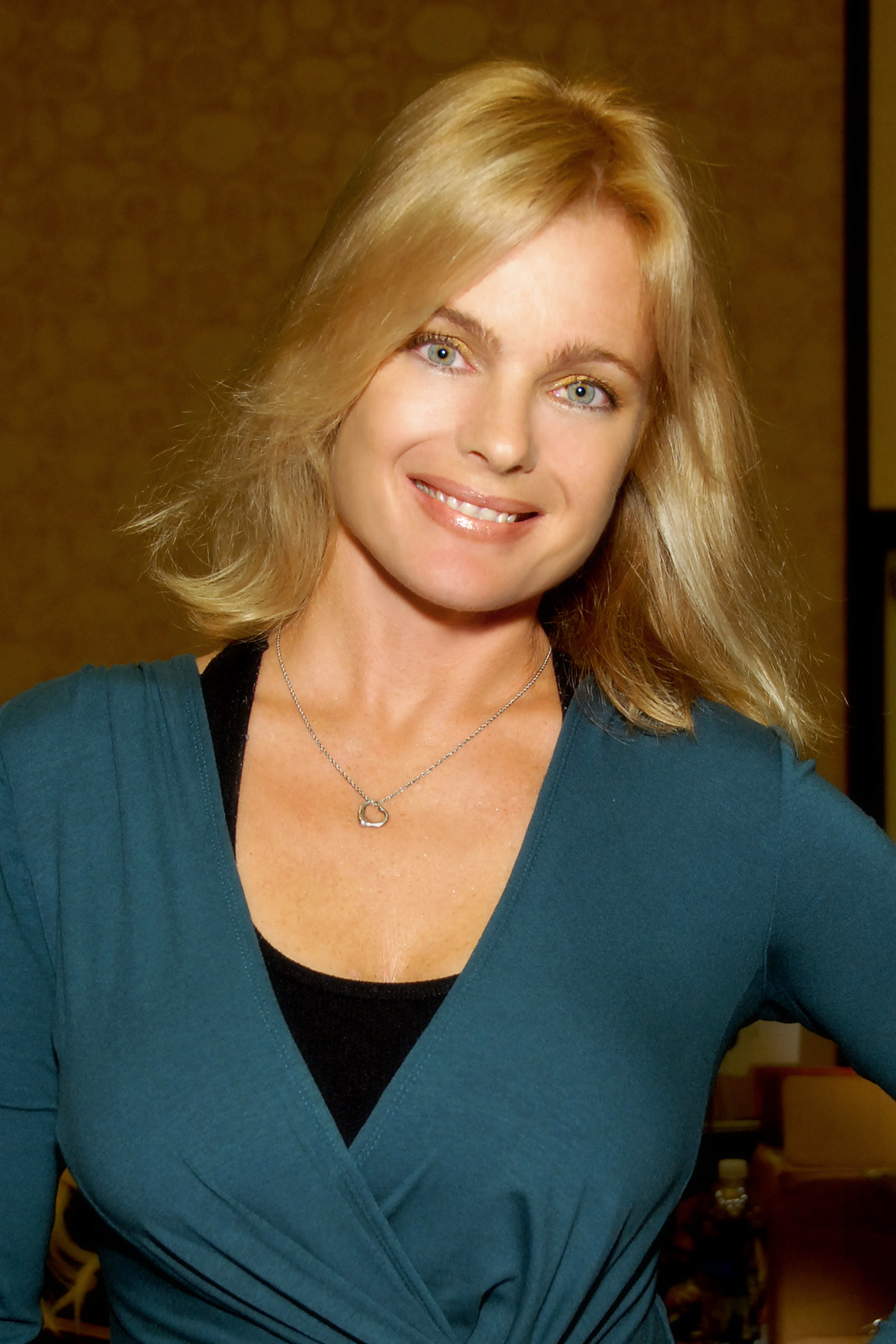
Erika Eleniak

Erika eller Erica är den feminina formen av det fornnordiska namnet  Erik som betyder 'ensam härskare'.
Erica är också det vetenskapliga namnet på klockljungssläktet.
Den 31 december 2014 fanns det totalt 34 956 kvinnor folkbokförda i Sverige med namnet Erika eller Erica, varav 15 114 bar det som tilltalsnamn. Erika är den klart vanligaste stavningen.
Namnsdag: I Sverige 24 januari. I den finlandssvenska namnsdagslängden har Erika namnsdag 18 maj sedan starten 1929, då en egen namnsdagskalender togs i bruk för finlandssvenskar, med en paus 1950–1972

## Personer med namnet Erika eller Erica
- Erika Aittamaa, svensk hemslöjdare (utvecklade lovikkavanten)
- Erica Alfridi, italiensk friidrottare
- Erica Kristina Bergenson-Söderman, svensk operasångerska
- Erika Bjerström, svensk journalist och TV-programledare
- Erika Blix, svensk skådespelare
- Erica Carlson, svensk skådespelare
- Erica Durance, kanadensisk skådespelare
- Erika Eklund, svensk illustratör och barnboksförfattare
- Erika Eleniak, amerikansk fotomodell och skådespelerska
- Erica Fischer, österrikisk författare
- Erika Ellinor Hallqvist, artistnamn Erika Lust, svensk filmregissör
- Erika Hansson, svensk alpin skidåkare
- Erika Hess, schweizisk alpin skidåkare
- Erika Holst, svensk ishockeyspelare
- Erika Höghede, svensk skådespelare
- Erica Johansson, svensk längdhoppare
- Erica Jong, amerikansk författare
- Erika Kinsey, svensk höjdhoppare
- Erika Lagerbielke, svensk formgivare och glaskonstnär
- Erika Lawler, amerikansk ishockeyspelare
- Erika Liebman, svensk akademiker och poet
- Erika Mann, tysk författare
- Erika Metzger, tysk bordtennisspelare
- Erika Miklósa, ungersk operasångerska
- Erica Mårtensson, svensk häcklöpare
- Erika Nissen, norsk musiker
- Erika Norberg, artistnamn Erika, svensk sångerska och musiker
- Erica Patzek, hustru till Sigvard Bernadotte
- Erika Amalia Paulson, svensk ballerina
- Erika Remberg, österrikisk skådespelare
- Erika Riemann, tysk författare
- Erika Salumäe, estnisk tävlingscyklist
- Érika Cristiano dos Santos, brasiliansk fotbollsspelare
- Erika Selin, svensk sångerska
- Erica Sjöström, svensk sångerska
- Erica Ström, svensk sjuksköterska och polissyster
- Erika Strand Berglund, svensk författare och radiopratare
- Erika Sunnegårdh, svensk operasångerska
- Erika Törnberg, svensk skådespelare
- Erica Udén Johansson, svensk ishockeyspelare
- Erika Voigt, dansk sångerska och skådespelare
- Erika Wendt, svensk spion
- Erika Wiklund, svensk höjdhoppare
- Erica Wright, artistnamn Erykah Badu, amerikansk sångerska
- Erika Zuchold, östtysk gymnast